# Ruta de Illinois 115
La Ruta de Illinois 115, y abreviada IL 115 (en inglés: Illinois Route 115) es una carretera estatal estadounidense ubicada en el estado de Illinois. La carretera inicia en el oeste desde la IL 9     en Perdueville hacia el este en la US 45  , US 52   en Kankakee. La carretera tiene una longitud de 102 km (63.37 mi).

## Mantenimiento
Al igual que las autopistas interestatales, y las rutas federales y el resto de carreteras estatales, la Ruta de Illinois 115 es administrada y mantenida por el Departamento de Transporte de Illinois por sus siglas en inglés IDOT.